# Cerro Chonos
Der Cerro Chonos ist ein Hügel auf der Livingston-Insel im Archipel der Südlichen Shetlandinseln. Er ragt am Kap Shirreff, dem nördlichen Ende der Johannes-Paul-II.-Halbinsel, nordwestlich des Valle Largo und südlich des Cerro El Toqui auf.
Wissenschaftler der 45. Chilenischen Antarktisexpedition (1990–1991) benannten ihn nach dem Volk der Chono auf der Insel Chiloé.